# Río Ibáñez (commune)
Pour les articles homonymes, voir Río Ibáñez.
Río Ibáñez est une commune du Chili située dans le sud du pays en Patagonie. Elle fait partie de la Province de General Carrera, elle-même rattachée à la région Aisén del General Carlos Ibáñez del Campo. Le chef-lieu de la commune est le village de Puerto Ingeniero Ibáñez.

## Géographie
Le territoire de la commune de Río Ibáñez se trouve dans une région montagneuse de la Cordillère des Andes dont les sommets culminent à environ 2000 mètres. Sa limite sud se situe au milieu du lac General Carrera tandis que sa bordure est se confond en partie avec la frontière avec l'Argentine. Il est irrigué par le Río Ibáñez (en) qui lui donne son nom. Río Ibáñez se trouve à 1 435 kilomètres à vol d'oiseau au sud de la capitale Santiago et à 81 kilomètres à vol d'oiseau au sud de Coyhaique capitale de la région Aisén. Le chef-lieu Puerto Ingeniero Ibáñez est relié avec le reste du pays par la Carretera Austral qui permet d'atteindre la principale ville de la région, Coyhaique, située à 108 km plus au nord par la route. Un bac circulant sur le lac General Carrera relie son chef lieu Puerto Ingeniero Ibáñez avec la commune voisine de Chile Chico. C'est principalement par ce moyen que sont transportés les minerais extraits des mines de Cerro Bayo et Laguna Verde.

## Démographie
En 2012, la population de la commune s'élevait à 2 208 habitants. La superficie de la commune est de 4 560 km2 (densité de 0,4 hab./km²).

## Économie

Position de Río Ibañez (en rouge) au sein de la région Aisén.

Les principaux secteurs d'activité sont l'élevage, l'agriculture et le tourismes. Les principaux sites naturels sont la cathédrale de Marbre (grotte) et la Réserve nationale Cerro Castillo située en partie sur son territoire.

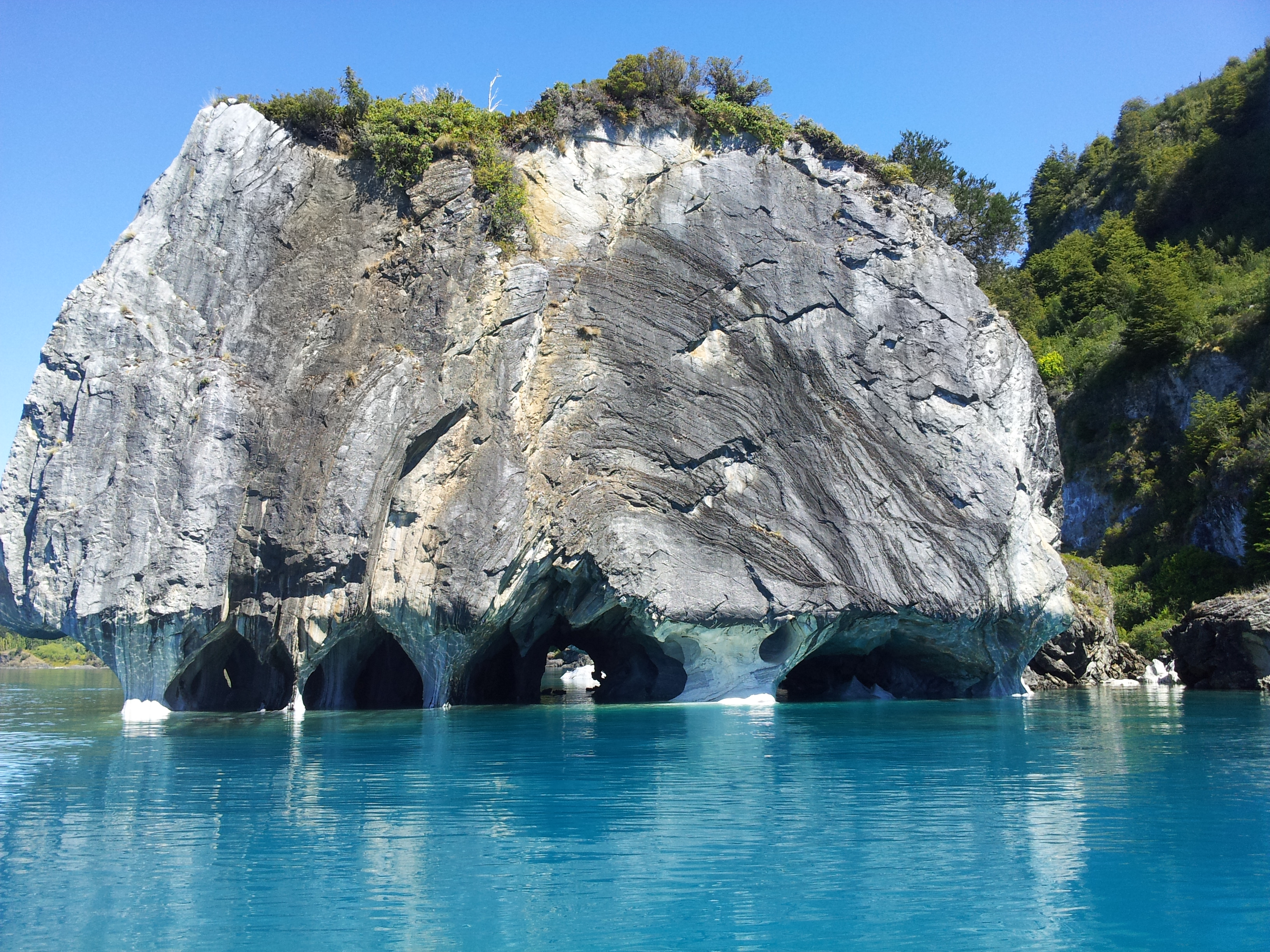
Cathédrale de marbre
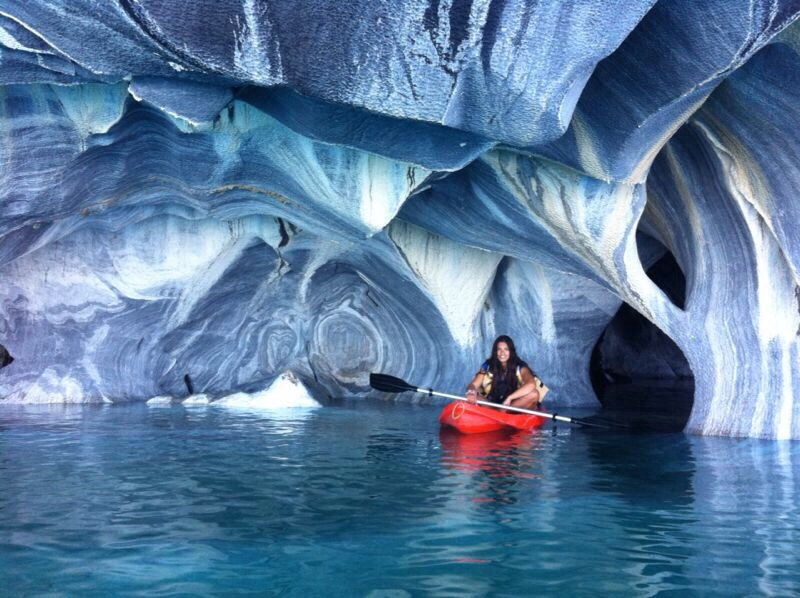
Cathédrale de marbre
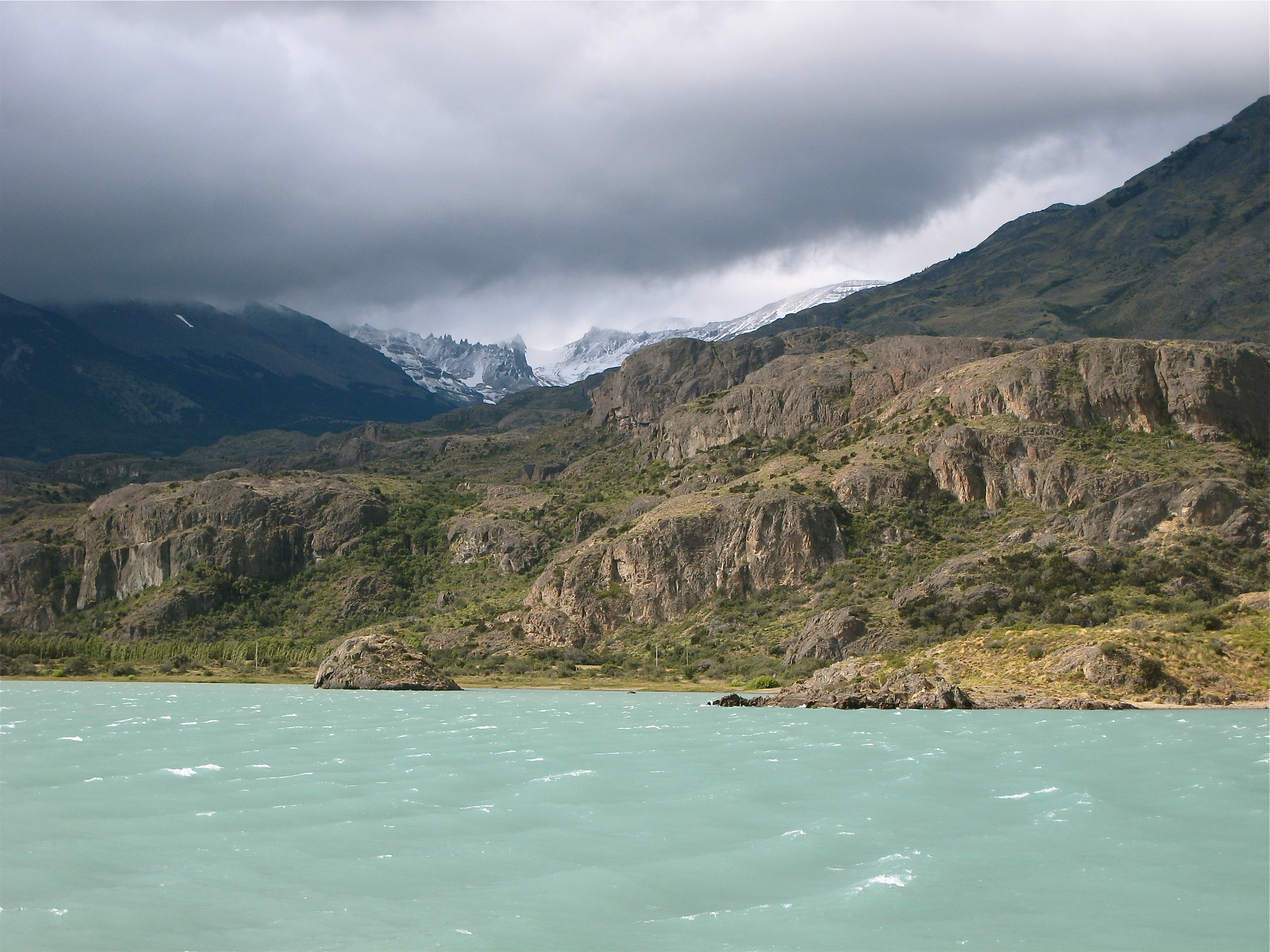
Lac général Carrera